# Goniobranchus
Goniobranchus Pease, 1866 è un genere di molluschi nudibranchi della famiglia Chromodorididae.

## Tassonomia
Comprende le seguenti specie:
- Goniobranchus albomaculatus Pease, 1866
- Goniobranchus albonares (Rudman, 1990)
- Goniobranchus albopunctatus Garrett, 1879
- Goniobranchus albopustulosus (Pease, 1860)
- Goniobranchus alderi (Collingwood, 1881)
- Goniobranchus alius (Rudman, 1987)
- Goniobranchus annulatus (Eliot, 1904)
- Goniobranchus aureomarginatus (Cheeseman, 1881)
- Goniobranchus aureopurpureus (Collingwood, 1881)
- Goniobranchus aurigerus (Rudman, 1990)
- Goniobranchus bimaensis (Bergh, 1905)
- Goniobranchus bombayanus (Winckworth, 1946)
- Goniobranchus cavae (Eliot, 1904)
- Goniobranchus cazae (Gosliner & Behrens, 2004)
- Goniobranchus charlottae (Schrödl, 1999)
- Goniobranchus coi (Risbec, 1956)
- Goniobranchus collingwoodi (Rudman, 1987)
- Goniobranchus conchyliatus (Yonow, 1984)
- Goniobranchus daphne (Angas, 1864)
- Goniobranchus decorus (Pease, 1860)
- Goniobranchus epicurius (Basedow & Hedley, 1905)
- Goniobranchus fidelis (Kelaart, 1858)
- Goniobranchus galactos (Rudman & S. Johnson, 1985)
- Goniobranchus geminus (Rudman, 1987)
- Goniobranchus geometricus (Risbec, 1928)
- Goniobranchus gleniei (Kelaart, 1858)
- Goniobranchus heatherae (Gosliner, 1994)
- Goniobranchus hintuanensis (Gosliner & Behrens, 1998)
- Goniobranchus hunterae (Rudman, 1983)
- Goniobranchus kitae (Gosliner, 1994)
- Goniobranchus kuniei (Pruvot-Fol, 1930)
- Goniobranchus lekker (Gosliner, 1994)
- Goniobranchus leopardus (Rudman, 1987)
- Goniobranchus loringi (Angas, 1864)
- Goniobranchus mandapamensis (Valdés, Mollo & Ortea, 1999)
- Goniobranchus multimaculosus (Rudman, 1987)
- Goniobranchus obsoletus (Rüppell & Leuckart, 1830)
- Goniobranchus petechialis (Gould, 1852)
- Goniobranchus preciosus (Kelaart, 1858)
- Goniobranchus pruna (Gosliner, 1994)
- Goniobranchus pseudodecorus Yonow, 2018
- Goniobranchus reticulatus (Quoy & Gaimard, 1832)
- Goniobranchus roboi (Gosliner & Behrens, 1998)
- Goniobranchus rubrocornutus (Rudman, 1985)
- Goniobranchus rufomaculatus (Pease, 1871)
- Goniobranchus setoensis (Baba, 1938)
- Goniobranchus sinensis (Rudman, 1985)
- Goniobranchus splendidus (Angas, 1864)
- Goniobranchus tasmaniensis (Bergh, 1905)
- Goniobranchus tennentanus (Kelaart, 1859)
- Goniobranchus tinctorius (Rüppell & Leuckart, 1830)
- Goniobranchus trimarginatus (Winckworth, 1946)
- Goniobranchus tritos (Yonow, 1994)
- Goniobranchus tumuliferus (Collingwood, 1881)
- Goniobranchus verrieri (Crosse, 1875)
- Goniobranchus vibratus (Pease, 1860)
- Goniobranchus woodwardae (Rudman, 1983)

### Alcune specie

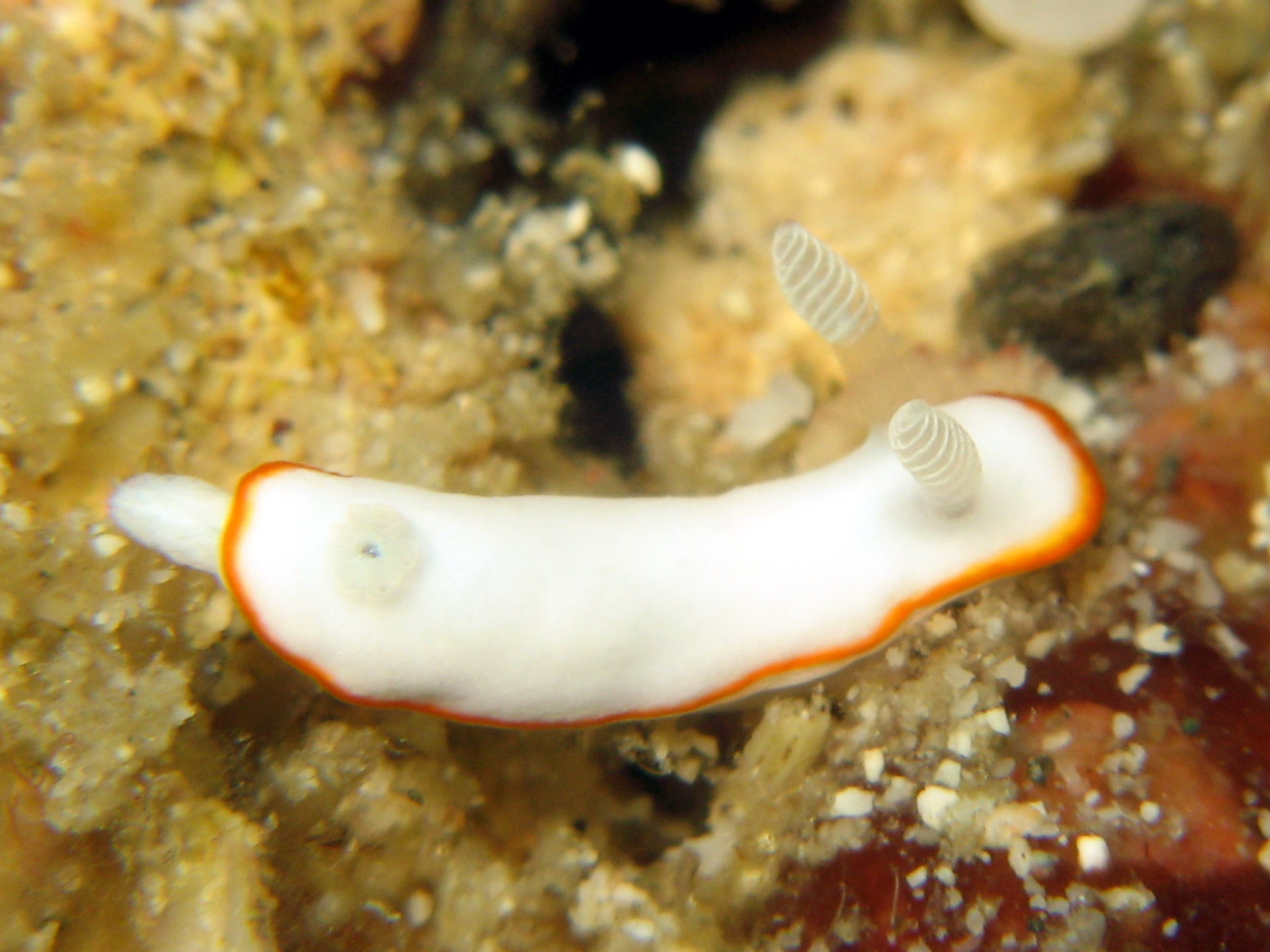
Goniobranchus albonares
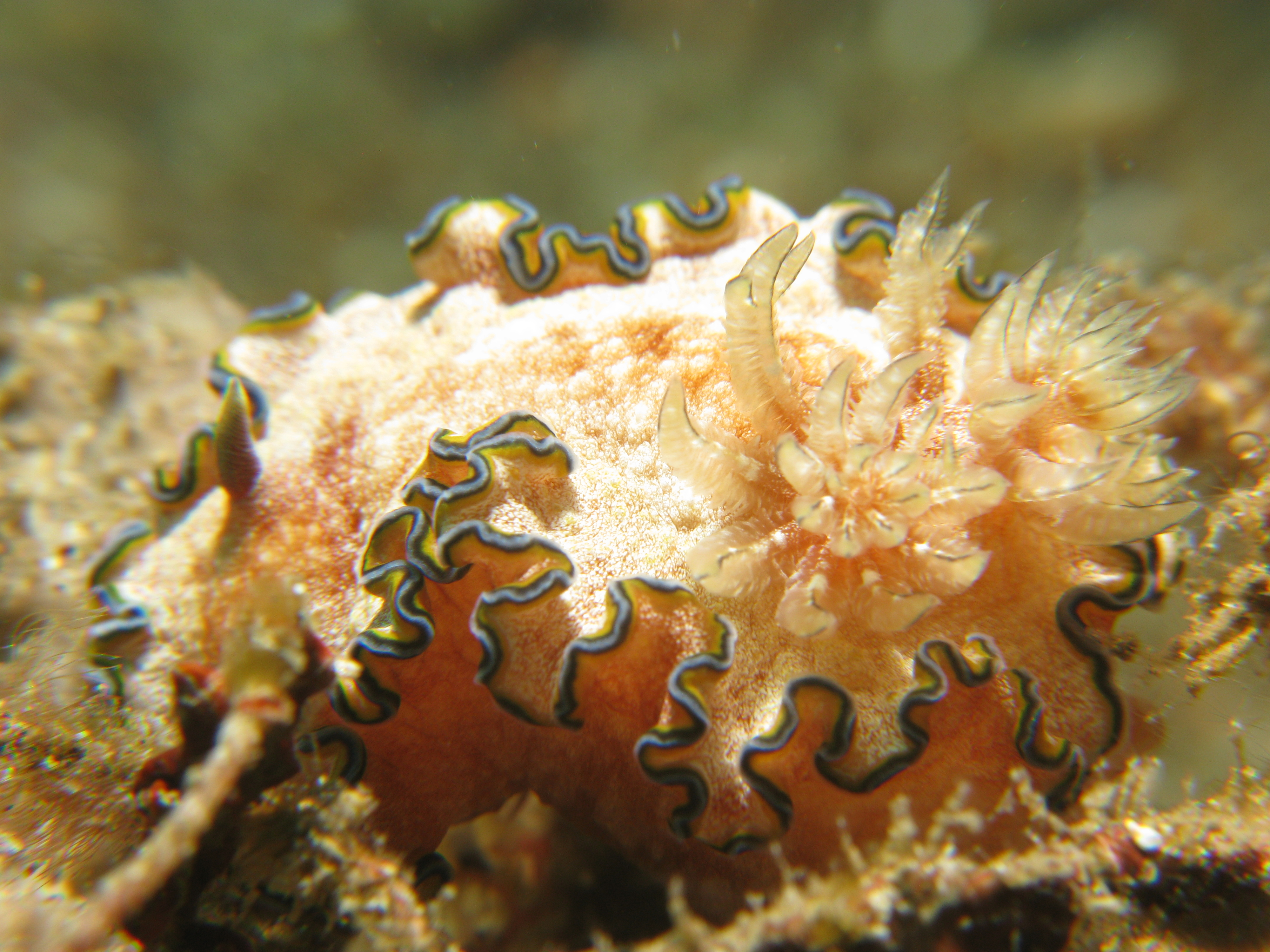
Goniobranchus albopunctatus
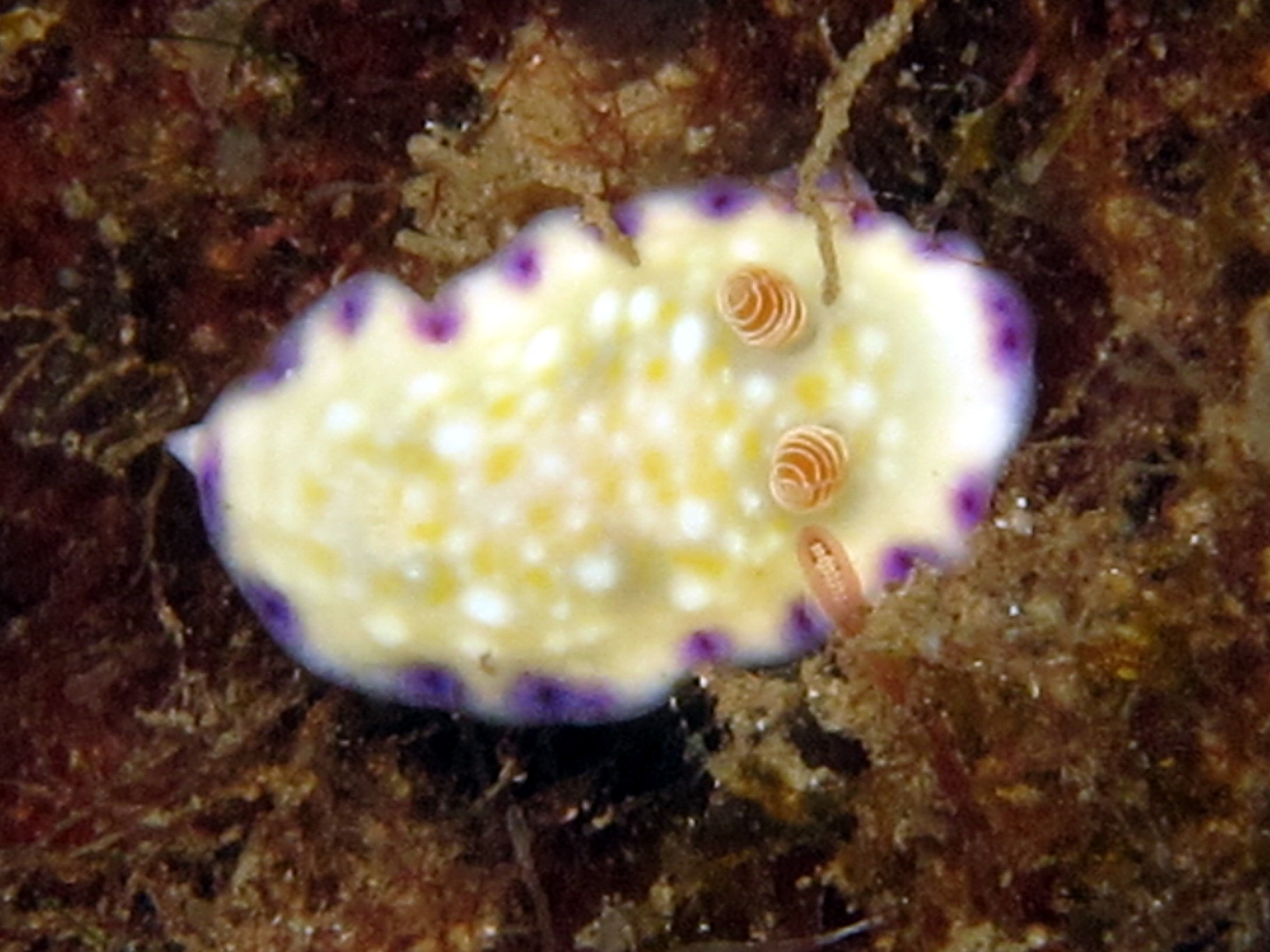
Goniobranchus albopustulosus
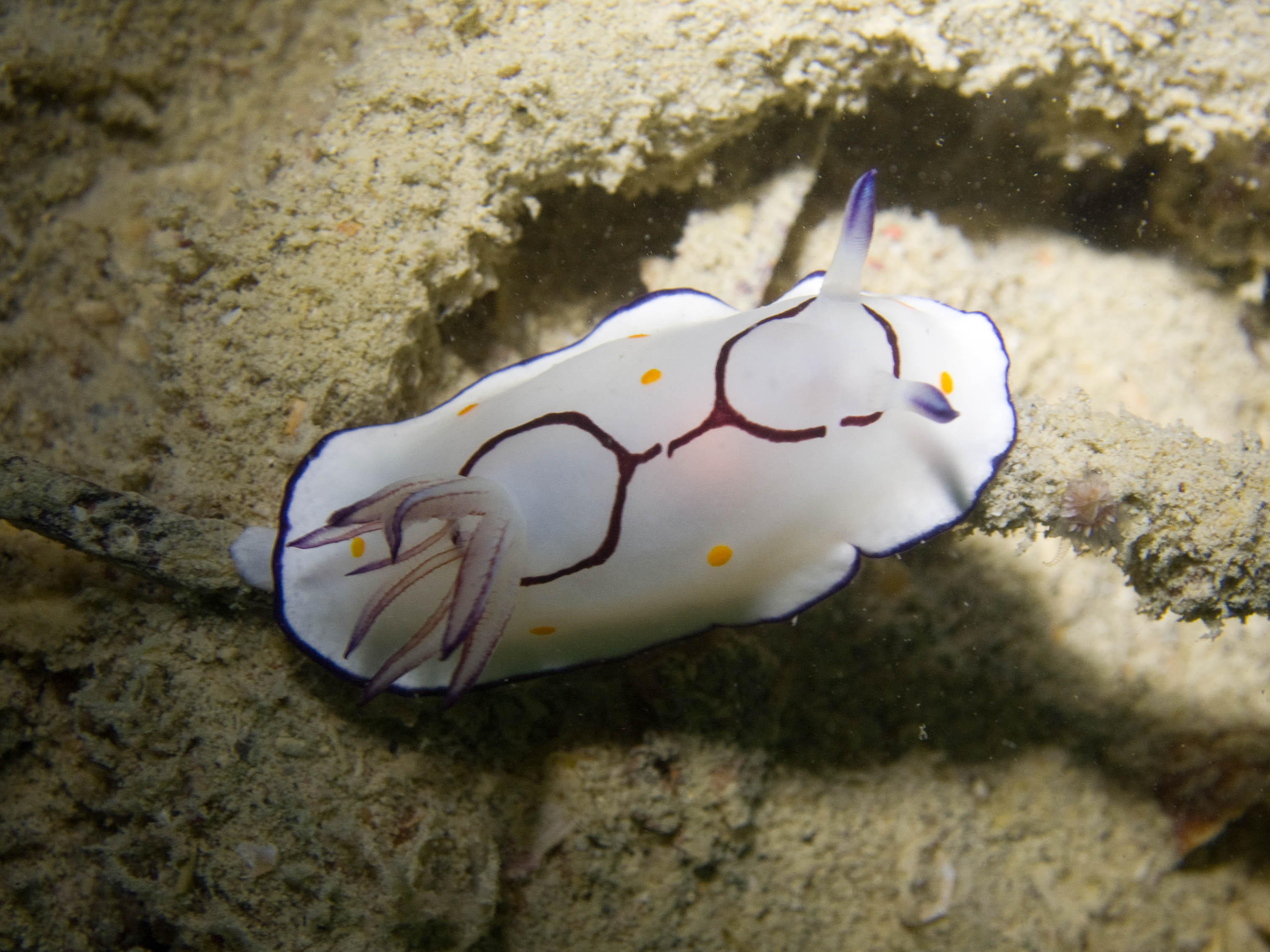
Goniobranchus annulatus
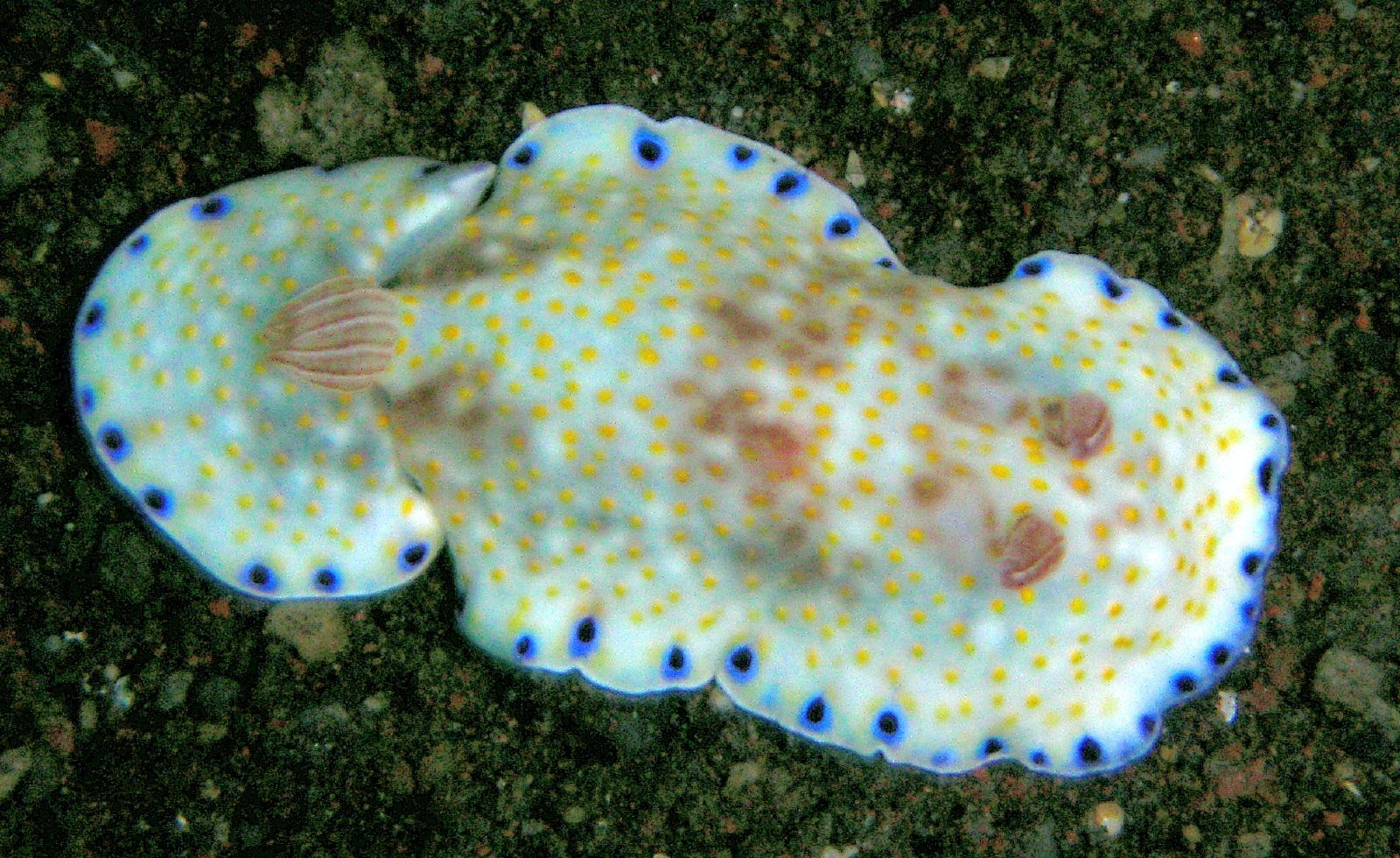
Goniobranchus aureopurpureus
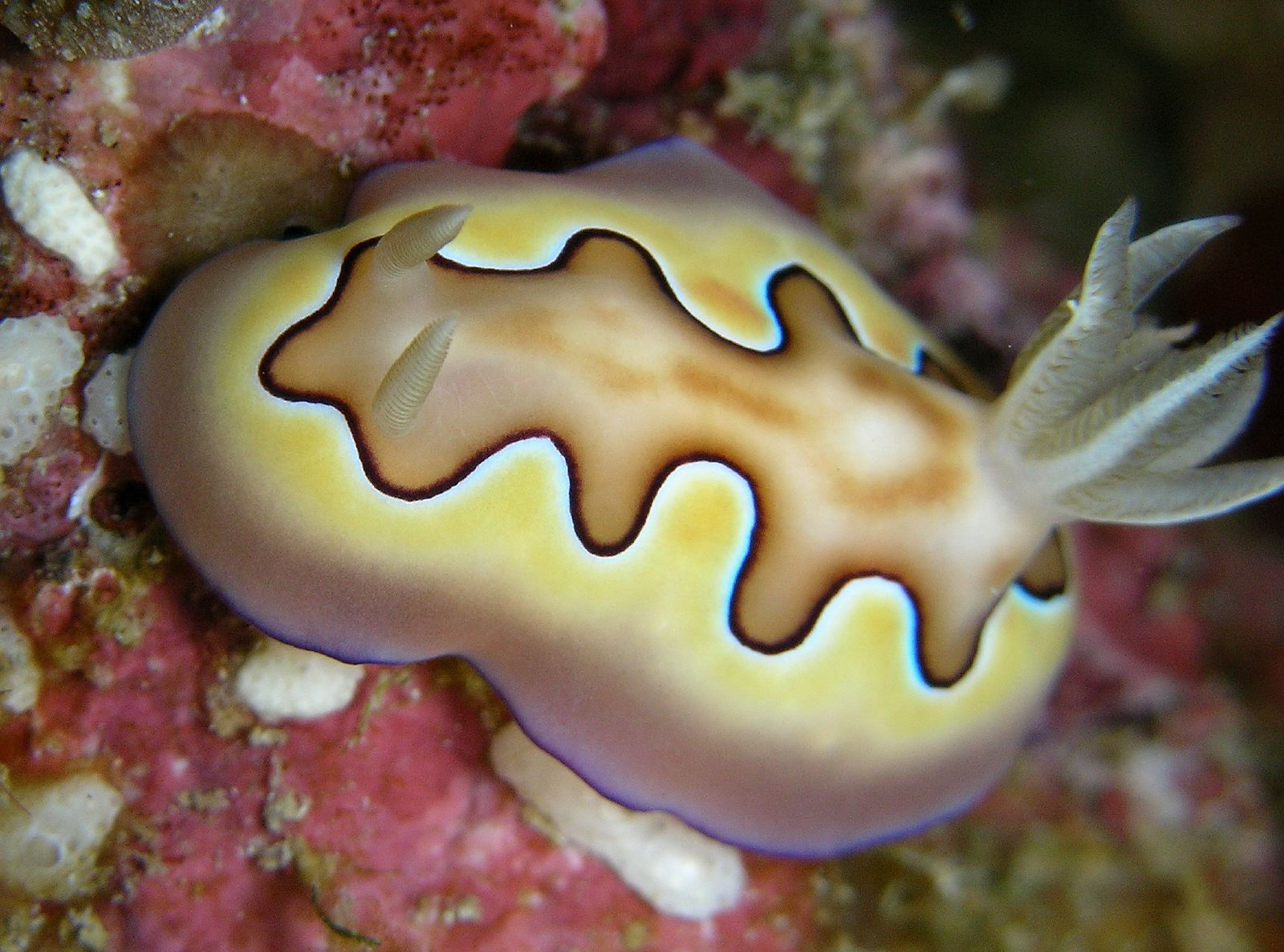
Goniobranchus coi
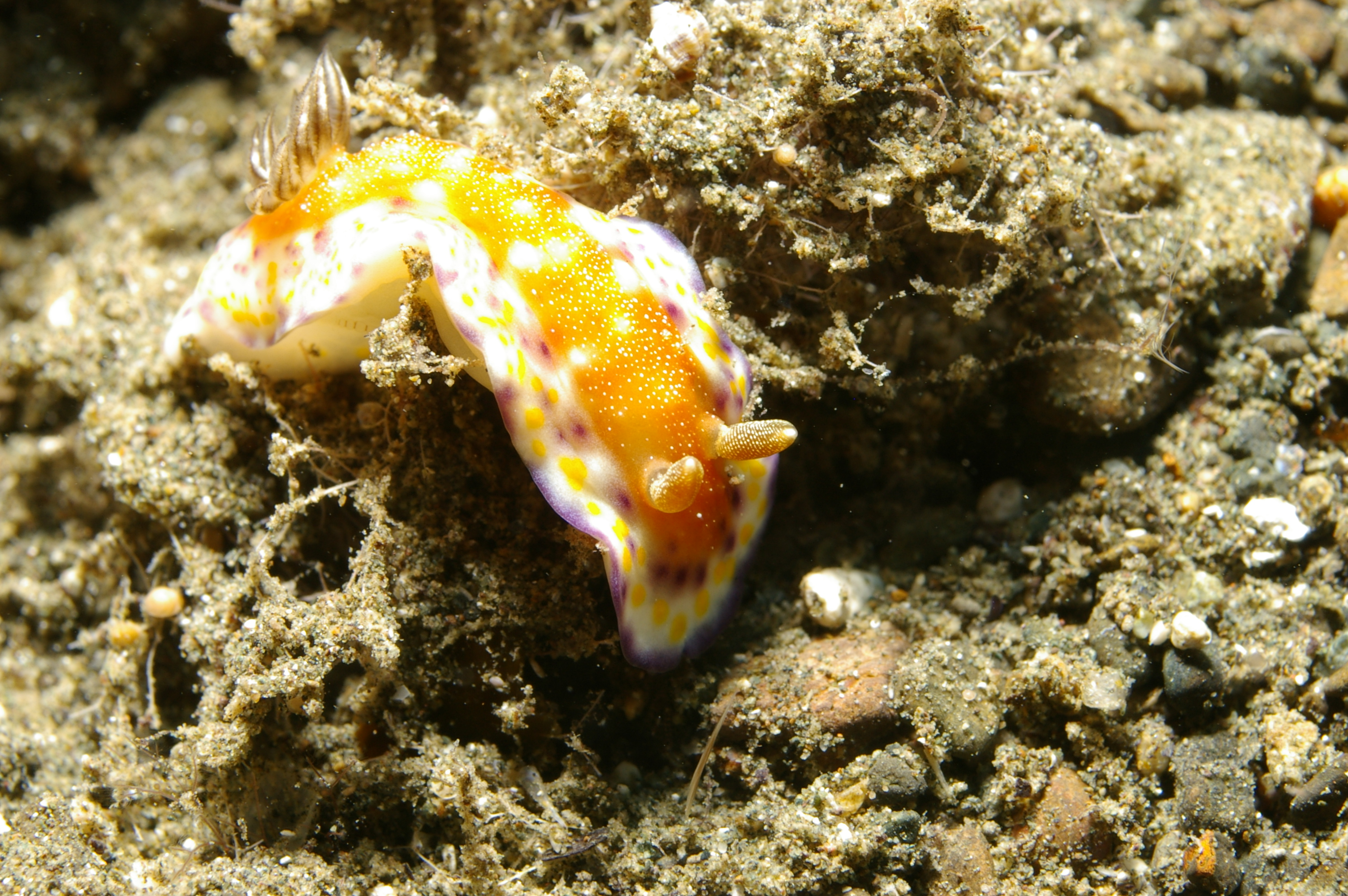
Goniobranchus collingwoodi
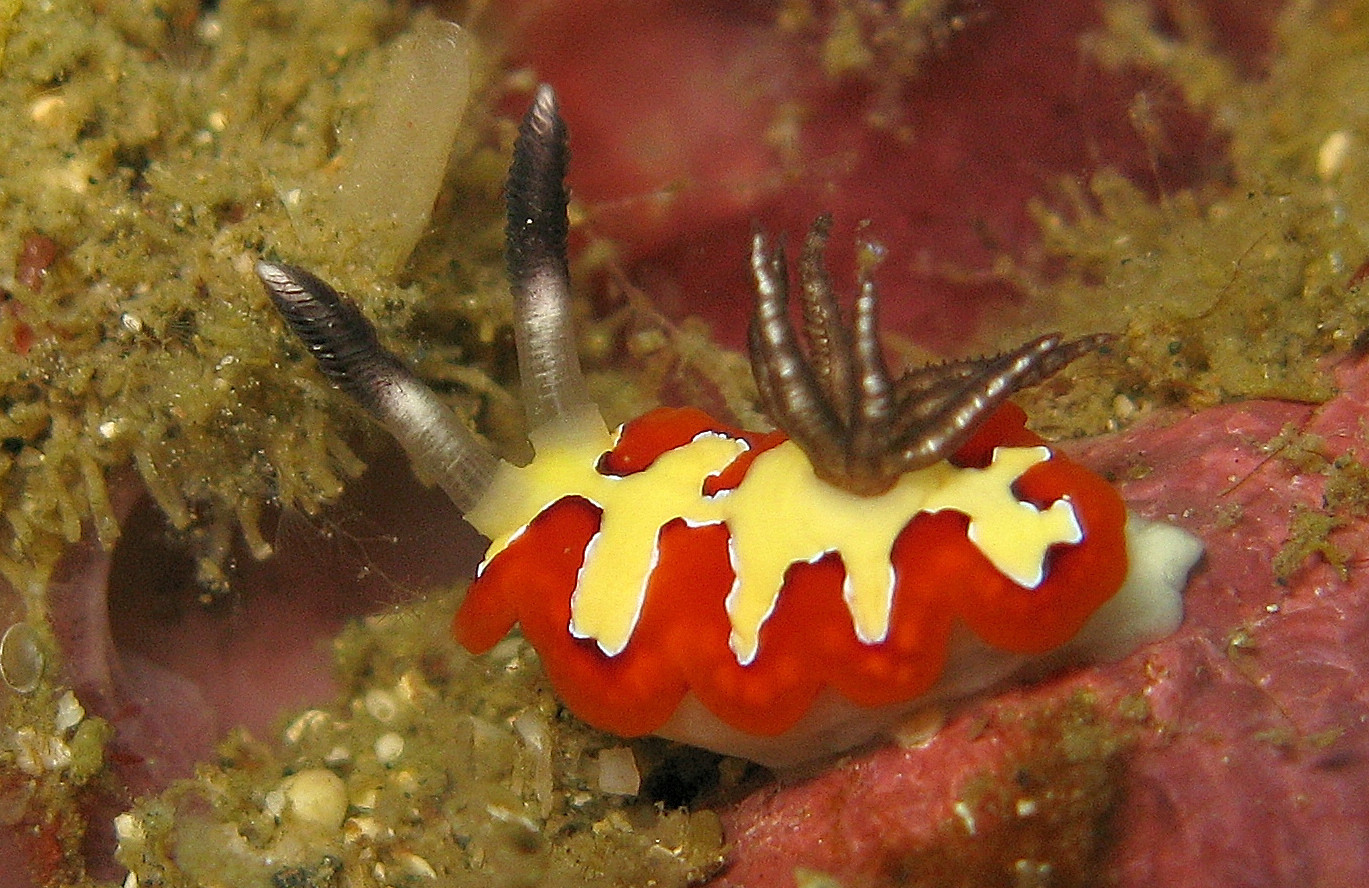
Goniobranchus fidelis
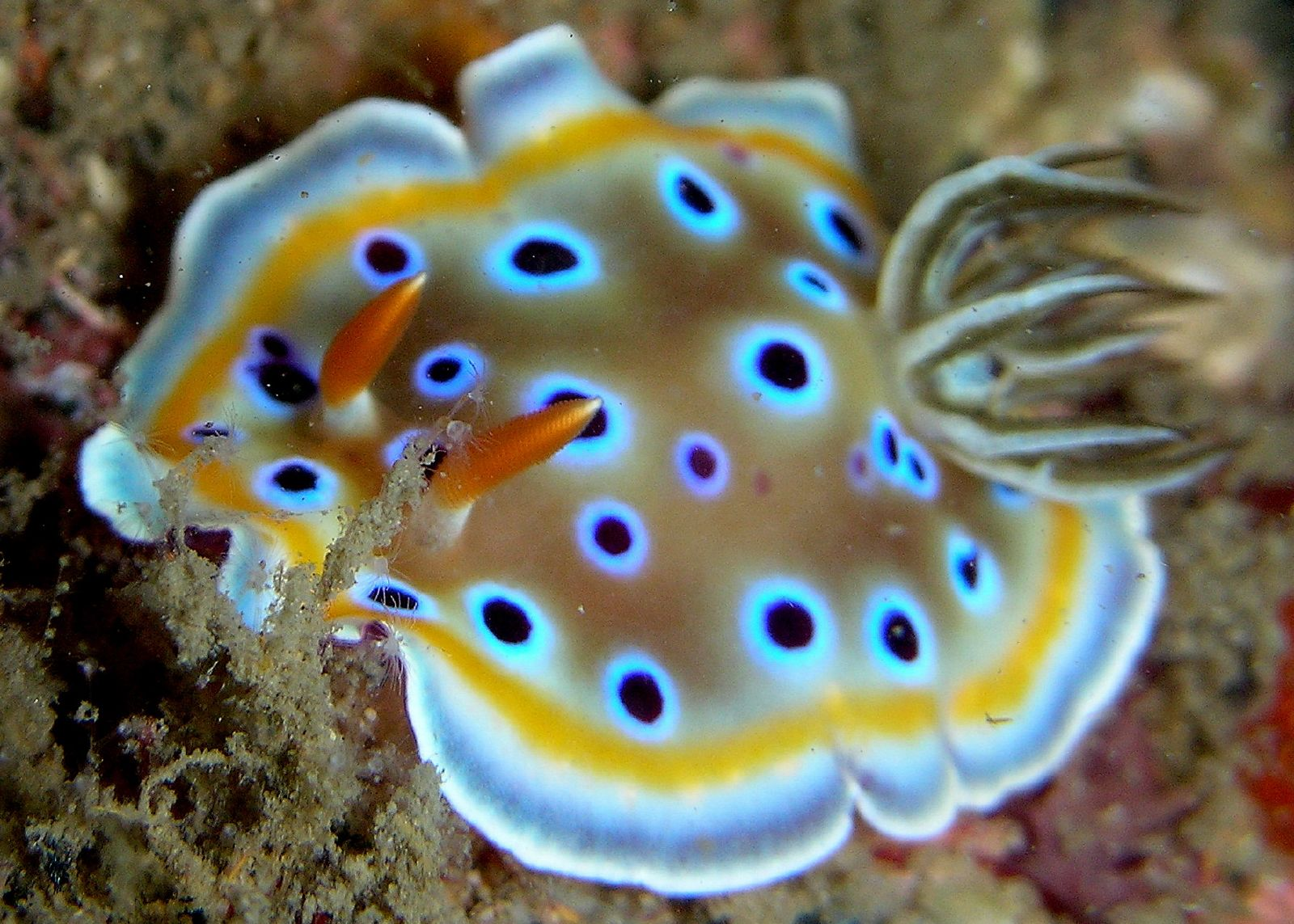
Goniobranchus geminus
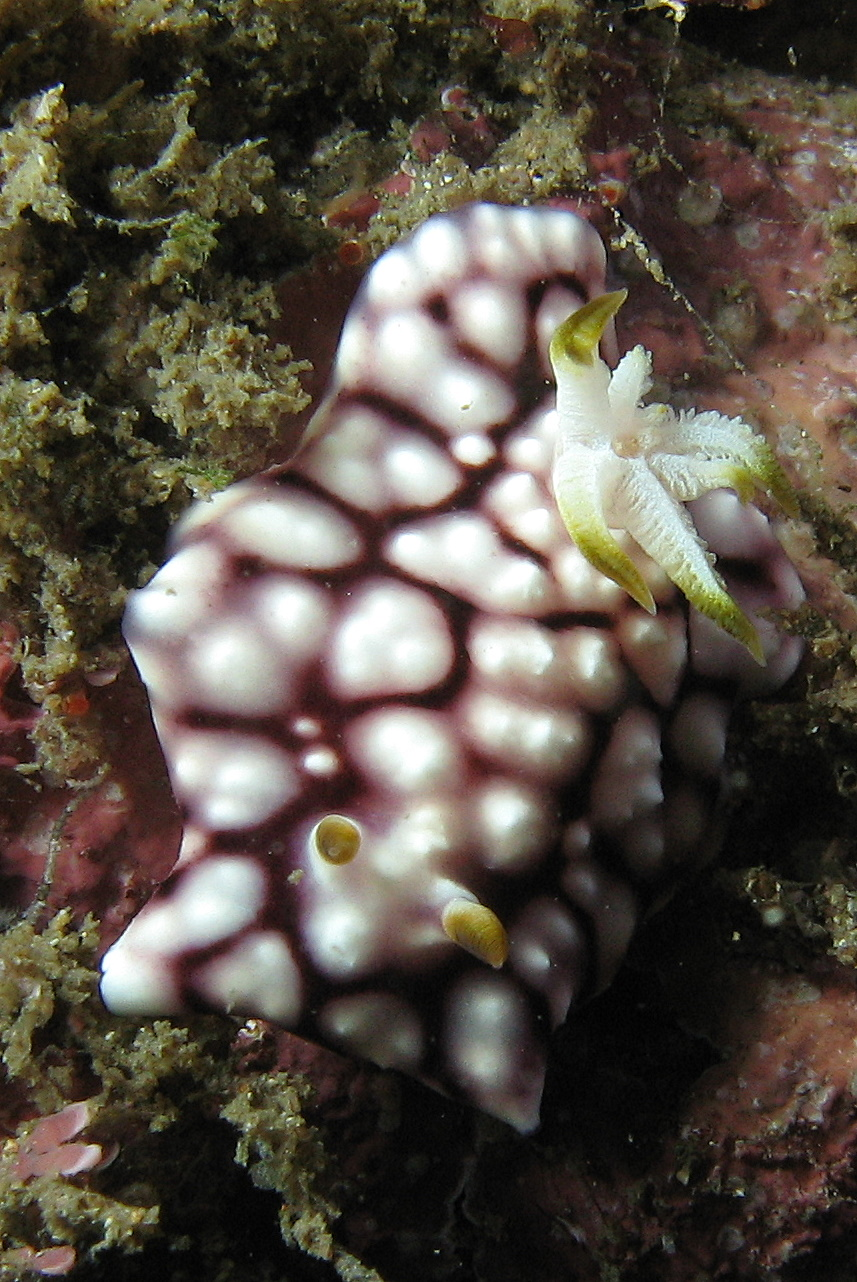
Goniobranchus geometricus
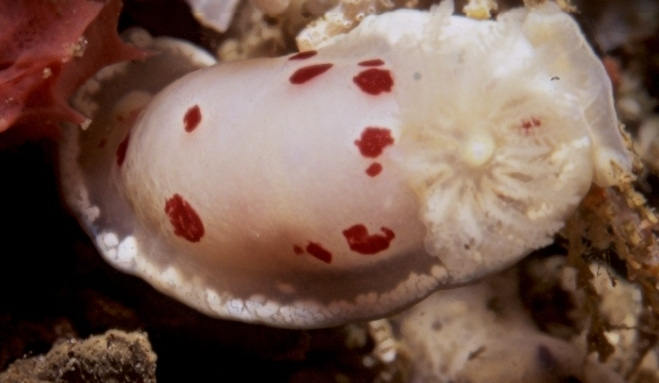
Goniobranchus heatherae
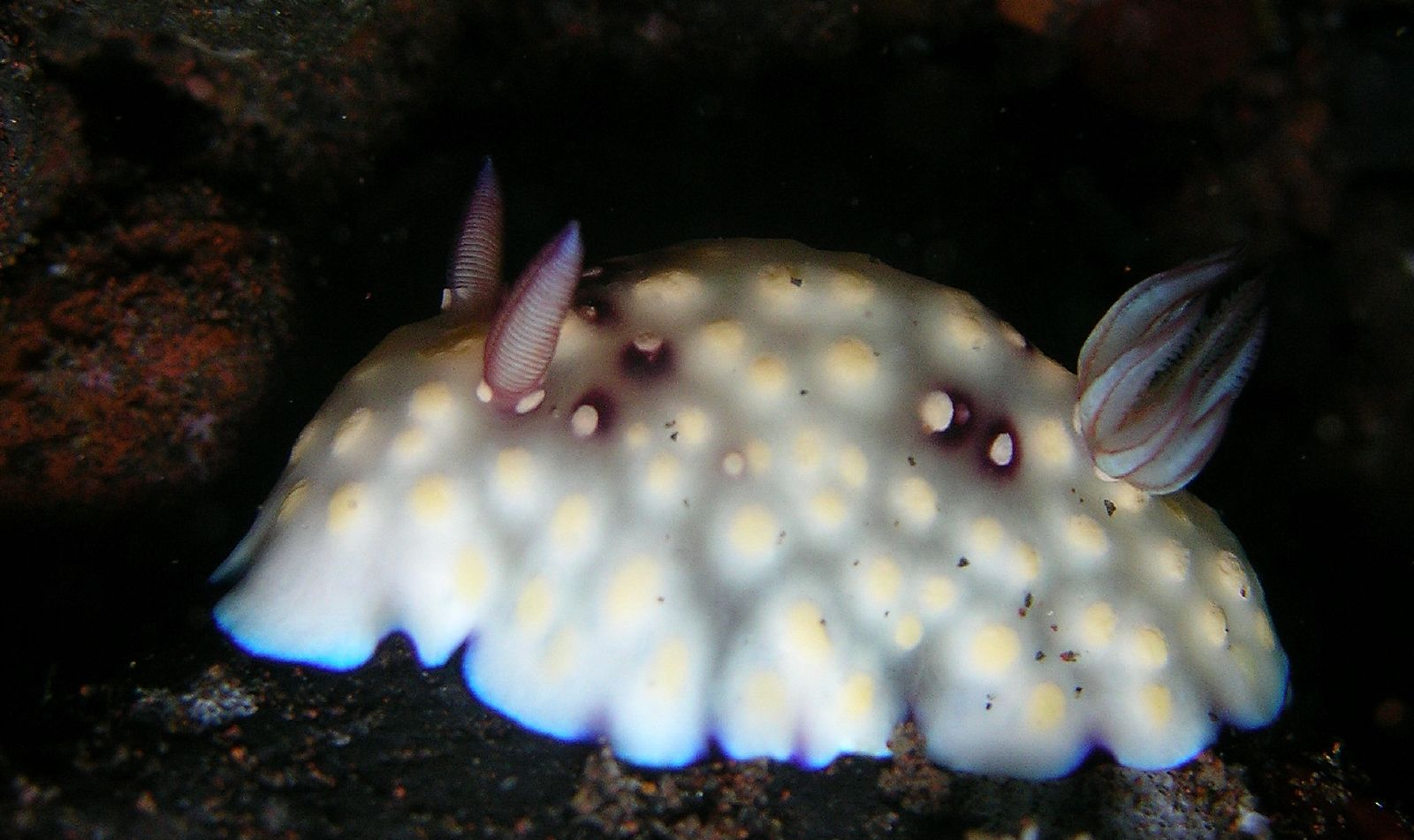
Goniobranchus hintuanensis
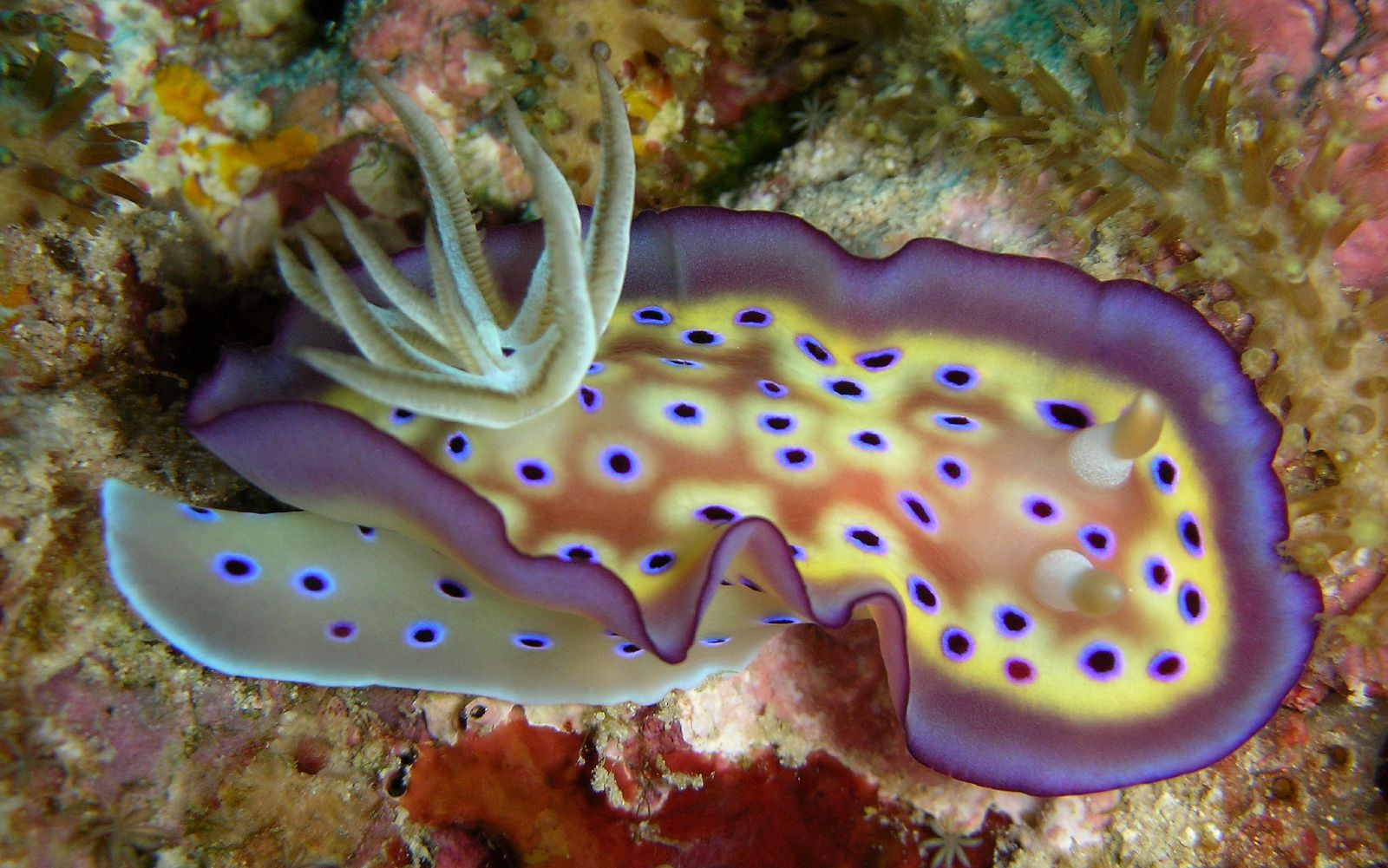
Goniobranchus kuniei
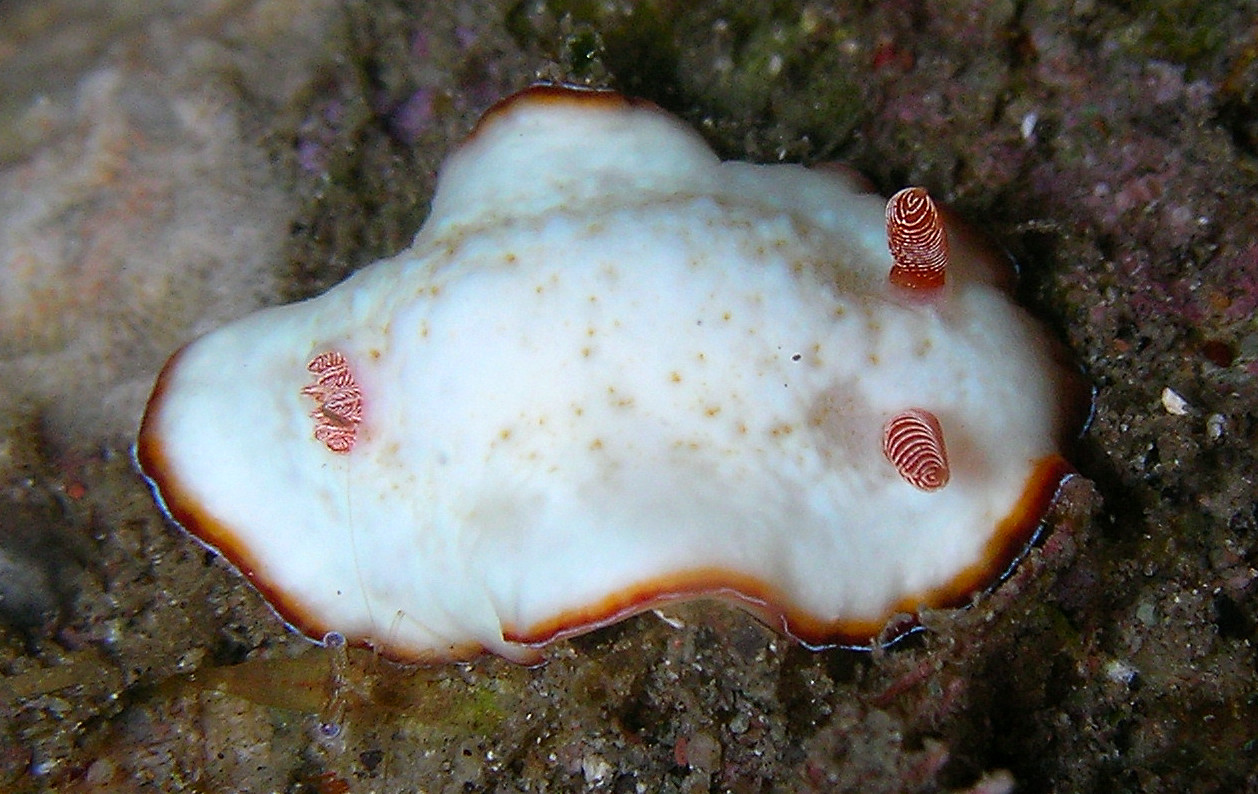
Goniobranchus preciosus
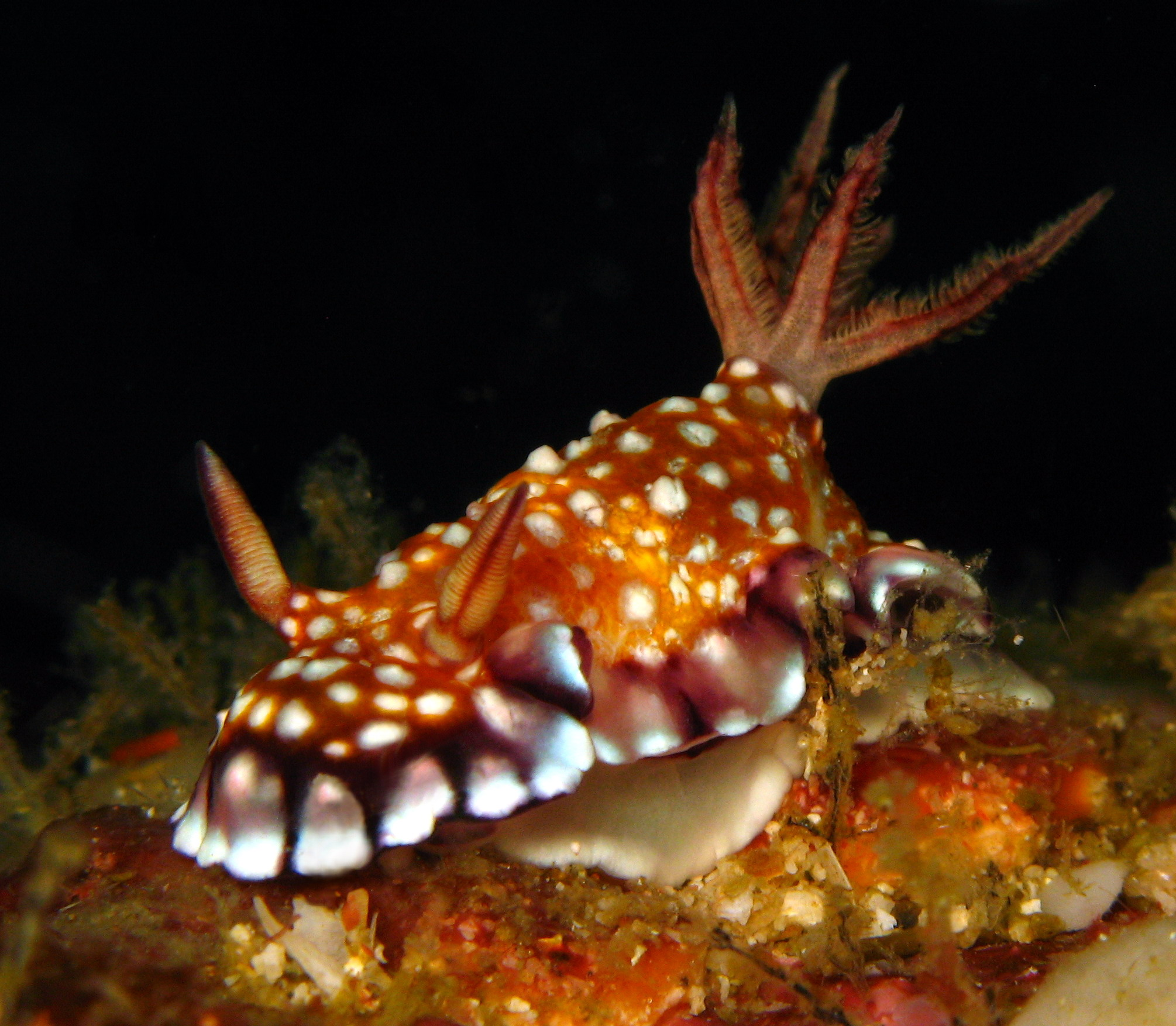
Goniobranchus roboi
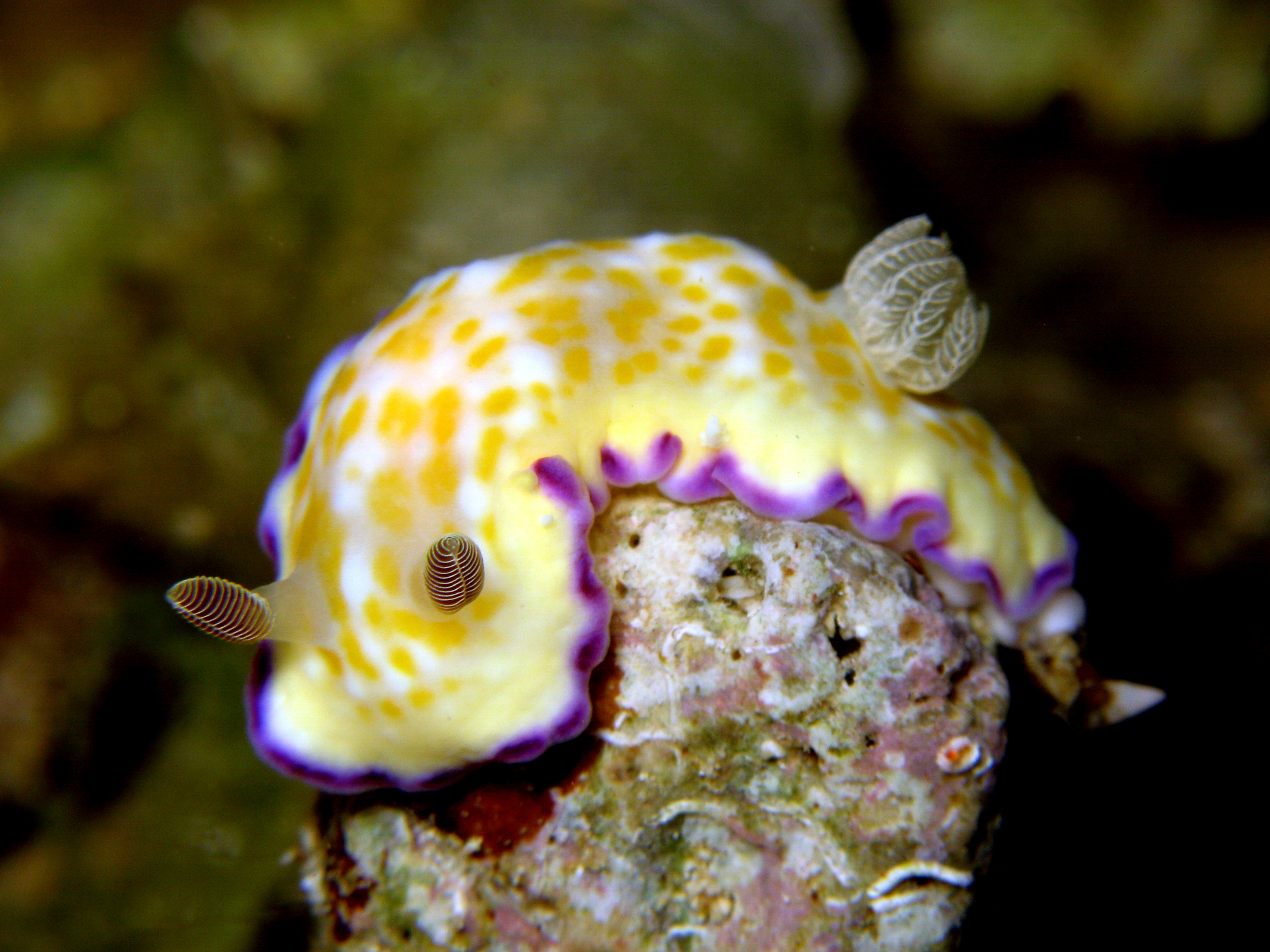
Goniobranchus rufomaculatus
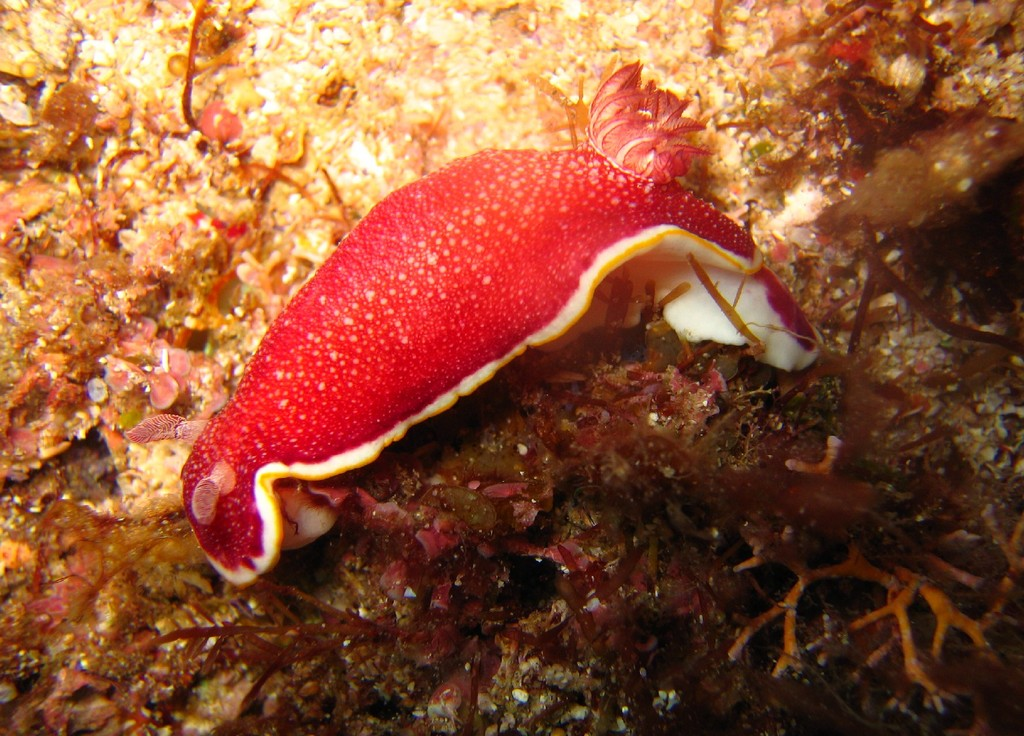
Goniobranchus tinctorius
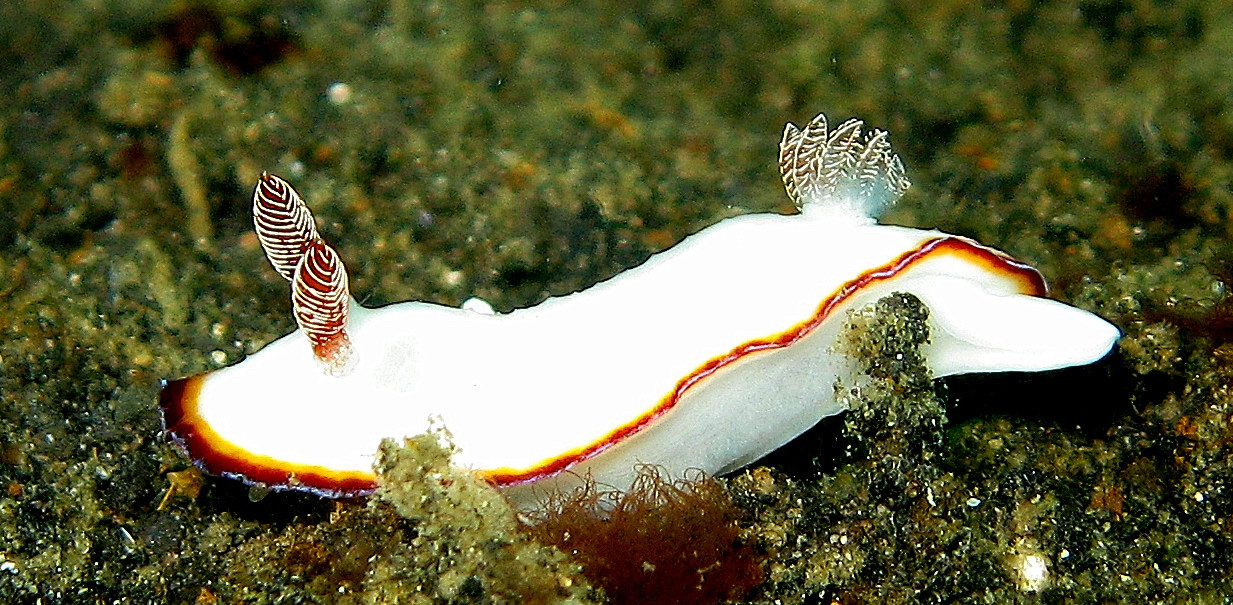
Goniobranchus verrieri
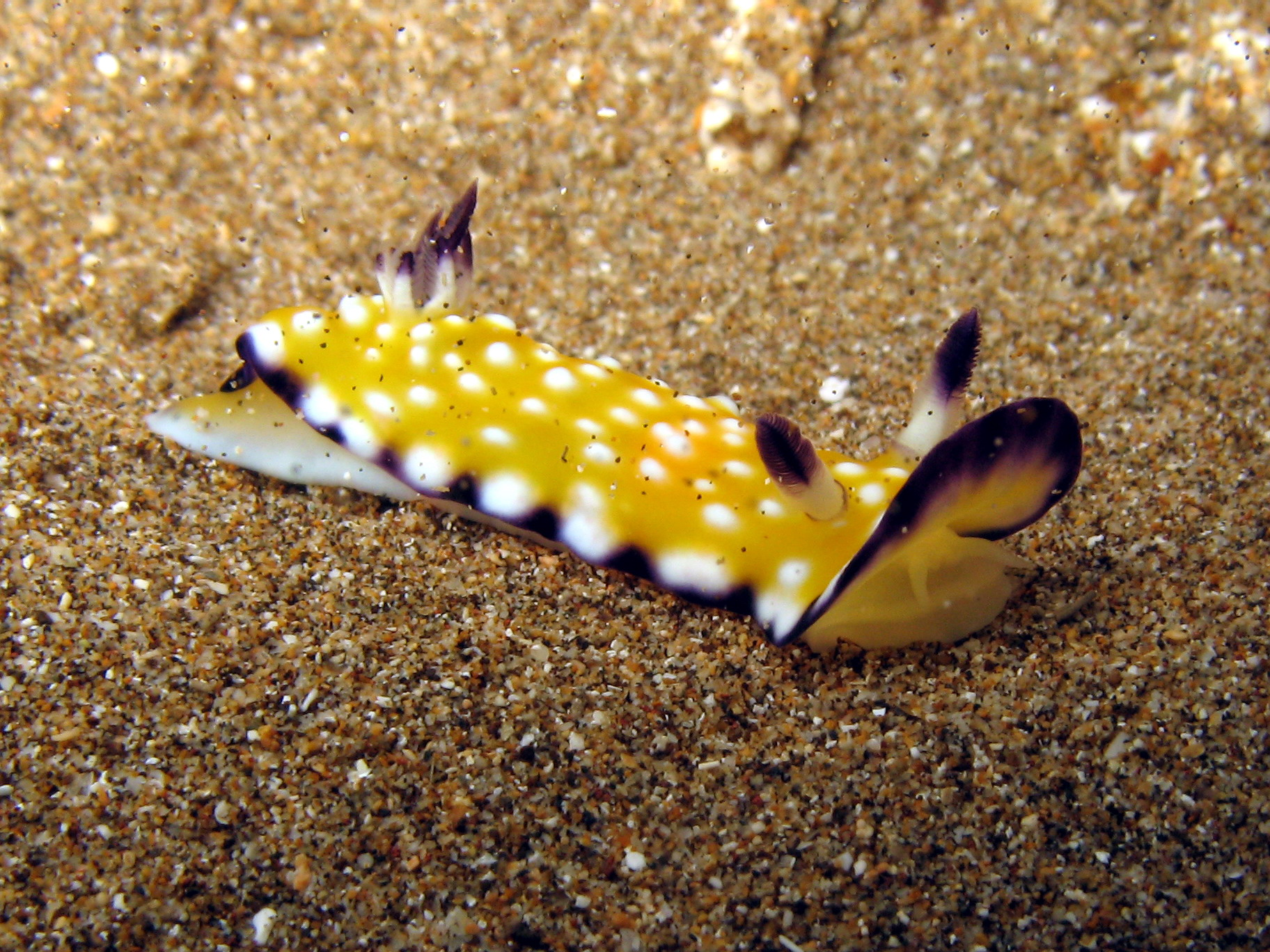
Goniobranchus vibratus